# Найдовший день Японії
«Найдовший день Японії» (яп. 日本のいちばん長い日, Ніхон-но ітібан наґай хі) — японський фільм-драма 1967 року, поставлений режисером Окамото Кіхачі. Дія фільму, сценарій якого створено на основі документальної книги Сойті Оя, відбувається в період від полудня 14 серпня 1945 року, коли імператор Хірохіто ухвалив рішення про капітуляцію Японії у Другій світовій війні і до полудня 15 серпня 1945 року, коли оголошення імператора про капітуляцію було передано по радіо японському народові.

## Сюжет
Фільм починається текстом Потсдамської декларації, в якій США, Англія і Китай 26 липня 1945 року зажадали беззастережної капітуляції Японії у Другій світовій війні. Під гуркіт моторів бойових літаків па екрані виникає карта Японії. Анімаційні схеми уточнюють становище на фронтах.
На засіданнях парламенту, у Вищій раді з керівництва війною, в кабінеті міністрів триває багатоденна суперечка, як реагувати на Потсдамську декларацію. Години проходить у взаємних нападках і звинуваченнях, словесних уколах і дебатах. Більшість схиляється до того, щоб ще відтягувати, вичікувати. Один лише міністр армії Анамі (Тосіро Міфуне) вимагає, щоб йому надали можливість останньої спроби — вирішального бою на власній японській території. Поки тривали дискусії, 6 серпня Хіросіма піддалася атомному бомбардуванню, а 9 серпня атомна бомба була скинута на Нагасакі. 8 серпня до Потсдамської декларації приєднався СРСР, і вже наступного дня почав військові дії в Маньчжурії…
Протягом двох годин міністр Анамі б'ється за формулювання «військова ситуація не стала сприятливою для Японії» замість слів «військова ситуація розвивається для нас все більше і більше несприятливо». Нарешті текст рескрипту складено, починається підготовка запису «голосу журавля», як шанобливо називали мову, що виходить з вуст імператора, для його першого за всю історію Японії звернення по радіо до своїх підданих.
Цієї ж ночі група молодих змовників офіцерів-фанатиків, що не бажали погоджуватися з капітуляцією, намагається схилити на свою сторону керівництво армією. Вони зустрічають розуміння, але звичка підкорятися волі імператора сильніша. «Я поважаю ваші цілі і, відверто кажучи, не можу не симпатизувати їм, — говорить змовникам командувач імператорською гвардією генерал Морі (Шього Шімада), — але я присягав на вірність імператорові». За вірність Морі розплачується смертю. Змовники від його імені віддають наказ відрізати палац і міністерство імператорського двору від зовнішнього світу і захопити радіостанцію, щоб не допустити виходу до ефіру повідомлення про капітуляцію. Йдуть пошуки плівки, на яку записана мова імператора. У цей час на укріпленій авіабазі Ацуґі відбувається ритуал проводів смертників-камікадзе, які готуються до свого останнього вильоту для знищення трьох американських авіаносців, що наближаються до берегів Японії.
Підписавши останнім з членів кабінету рескрипт про капітуляцію, генерал Анамі вчиняє у своїй резиденції ритуальне самогубство сеппуку. Опівдні 15 серпня країна уперше почула голос імператора і дізналася про те, що війна закінчилася. На тлі документальних кадрів зруйнованих японських міст на екрані спливають фінальні титри:

«У війні на Тихому океані взяли участь 10 мільйонів японських чоловіків, тобто одна чверть усього чоловічого населення країни. Два мільйони військових загинули на фронтах, один мільйон цивільного населення загинуло в тилу. Разом 3 мільйони осіб.
Кожна п'ята сім'я втратила одного члена сім'ї.

П'ятнадцять мільйонів сімей втратили житло і майно».

Над цими титрами звучить голос диктора (Тацуя Накадай): «Зараз ми відчуваємо мир, здобутий ціною такого потоку крові, поту і сліз наших співвітчизників і бажаємо, щоб ні Японію, ні кого-небудь з японців ніколи більше не відвідав такий страшний день. Це єдине, до чого ми прагнемо, чого ми бажаємо».

## У ролях
| Актор             | Персонаж           | Роль                                                             |
| ----------------- | ------------------ | ---------------------------------------------------------------- |
| Сейджі Міяґуті    | Сіґерорі Тоґо      | міністр закордонних справ                                        |
| Рокко Тоура       | Шунічі Мацумото    | заступник міністра закордонних справ                             |
| Чішю Рю           | Кантаро Судзукі    | прем'єр-міністр                                                  |
| Со Ямамура        | Йонай Міцумаса     | адмірал, міністр флоту                                           |
| Тосіро Міфуне     | Коречіка Анамі     | генерал, міністр армії                                           |
| Йошіо Косуґі      | Кейсуке Окада      | міністр суспільного добробуту                                    |
| Такасі Сімура     | Хіроші Шімомура    | директор Інформаційного бюро                                     |
| Ецусі Такахаші    | Масутака Іда       | підполковник, відділ військової справи                           |
| Такао Іноуе       | Масахіко Такешіта  | підполковник, відділ військової справи                           |
| Тадао Накамару    | Джіро Сіїдзакі     | підполковник, відділ військової справи                           |
| Тошіо Куросава    | Кенджі Хатанака    | майор, секція військової справи                                  |
| Акіра Кітчоджі    | Йошіджіро Умедзу   | генерал, начальник Генерального штабу сухопутних сил             |
| Харуо Ямада       | Соему Тойода       | адмірал, начальник Головного штабу ВМФ                           |
| Рьосуке Каґава    | Тадаацу Ішіґуро    | міністр сільського і лісового господарства                       |
| Ушіо Акаші        | Хіранума Кійтіро   | голова Таємної ради барон                                        |
| Ісао Тамаґава     | Окіцуґу Арао       | полковник, начальник відділу військової справи                   |
| Хіроші Ніхо'янаґі | Акіджіро Оніші     | адмірал, заступник начальника Головного штабу ВМФ                |
| Тору Такеучі      | Кобаяші            | військово-морський хірург                                        |
| Такеші Като       | Хісацуне Сакомідзу | головний секретар кабінету міністрів                             |
| Шьоґо Шімада      | Такеші Морі        | генерал, командувач 1-го дивізіону імператорською гвардії        |
| Юносуке Іто       | Тошіо Нонака       | генерал-майор, командувач 27-ї повітряної бригади                |
| Хакуо Мацумото    | Хірохіто           | імператор Японії                                                 |
| Фуюкі Муракамі    | Хіромаса Мацудзака | міністр юстиції                                                  |
| Хьо Кітадзава     | Хосаку Хіросе      | міністр фінансів                                                 |
| Масао Імафуку     | Шюнроку Хата       | маршал                                                           |
| Сусуму Фуджіта    | Тойоджіро Хаґа     | полковник, офіцер імператорської гвардії 2-го стрілецького полку |
| Хідейо Амамото    | Такео Сасакі       | капітан                                                          |

## Виробництво

### Знімальна група
- Автор сценарію — Шінобу Хашімото
- Режисер-постановник — Окамото Кіхачі
- Продюсери — Санедзумі Фуджімото, Томоюкі Танака
- Композитор — Масару Сато
- Оператор — Хіроші Мурай
- Монтаж — Йошітамі Куроіва
- Художник-постановник — Івао Акуне
- Звук — Шін Ватарай

Джерелом фільму стала однойменна книга Сойті Оя, яка узагальнила результати копітких досліджень японських істориків. У ній скрупульозно викладаються події однієї лише доби — 14-15 серпня 1945 року, коли японські можновладці наважилися підписати рескрипт про беззастережну капітуляцію Японії в Другій світовій війні. Сценарій стрічки написав один з провідних сценаристів Японії Шінобу Хашімото. Ставити фільм запропонували режисерові Масакі Кобаяші, але через те, що компанія Toho не погодилася з баченням фільму режисером, вимагаючи ставити його точно за написаним сценарієм, договір з ним було розірвано, а постановку доручили Кіхаті Окамото.

### Образ імператора у фільмі
У Найдовшому дні Японії вперше в історії японського кінематографу було втілено образ живого на той час імператора Японії Хірохіто актором. Ще до початку зйомок фільму невелика замітка в газеті про плани компанії Toho, де згадувалася і екранізація «Найдовшого дня…», викликала у суспільстві гучні суперечки. Оскільки остання військова доба так чи інакше пов'язана з фігурою імператора Хірохіто, який особисто зачитав по радіо рескрипт про капітуляцію, у фільму належало показати його особу. Реакційні угрупування заявили гучний протест, вимагаючи заборонити постановку, якщо творці стрічки наважаться показати імператора — божество, роль якого виконуватиме за гроші якийсь актор. Щоб убезпечити себе, керівництво компанії передало сценарій для ознайомлення імператорській сім'ї. Заперечень не надійшло, але компанії рішуче було відмовлено у зйомках на території парку, що оточує імператорський палац, і на тлі самого палацу. В результаті Toho довелося спорудити для декількох коротких епізодів дорогі декорації.
Під час відбору акторів постала проблема виконавця ролі імператора. Незважаючи на тривале залякування, компанія Toho не збиралася вилучити цю роль з фільму, але міркувала, як не розлютивши прибічників божественного походження імператора, втілити його образ. Нарешті було винесено рішення — роль Хірохіто доручалася представникові старої і заслуженої акторської династії кабукі Хакуо Мацумото (Мацумото Хакуо I). Проте, упродовж усього фільму обличчя імператора так і не показується. Хірохіто з'являється або на загальних планах, або знятим зі спини, а в єдиному великому плані глядачі бачать лише його руку. Це було компромісне рішення, на яке пішли постановники.

## Вихід на екрани
Найдовший день Японії було випущено на екрани Японії 12 серпня 1967 року, у переддень річниці капітуляції. Він став другим найкасовішим фільмом в Японії у 1967 році. Повторно стрічку було випущено 21 листопада 1982 року в рамках 50-річчя Toho.
Ремейк стрічки під назвою «Найдовший день в Японії» (у міжнародному прокаті під назвою Імператор у серпні), поставлений режисером Масато Харадою на студії Shochiku, вийшов у 2015 році.

## Сприйняття
Джозеф Л. Андерсон описує фільм як «доскіпливу реконструкцію дня капітуляції Японії і, таким чином, закінчилася війна на Тихому океані»
У рецензії на фільм газети «Йоміурі» було сказано: «Це серйозне попередження проти війни, що оживляє в пам'яті тих, хто її пережив, спогади, що були завмерлі, і що вражає людей післявоєнного покоління жахами і нещастями війни».

## Визнання
| Нагороди та номінації фільму «Найдовший день Японії» | Нагороди та номінації фільму «Найдовший день Японії» | Нагороди та номінації фільму «Найдовший день Японії» | Нагороди та номінації фільму «Найдовший день Японії» | Нагороди та номінації фільму «Найдовший день Японії» | Нагороди та номінації фільму «Найдовший день Японії» |
| Рік                                                  | Кінофестиваль/кінопремія                             | Категорія/нагорода                                   | Номінант                                             | Результат                                            |                                                      |
| ---------------------------------------------------- | ---------------------------------------------------- | ---------------------------------------------------- | ---------------------------------------------------- | ---------------------------------------------------- | ---------------------------------------------------- |
| 1968                                                 | Міжнародний кінофестиваль у Чикаго                   | Гран-прі Золотий Г'юго за найкращий художній фільм   | Найдовший день Японії                                | Номінація                                            |                                                      |
| 1968                                                 | Премія Kinema Junpo                                  | Найкращий сценарій                                   | Шінобу Хашімото                                      | Перемога                                             |                                                      |